# FK 리에파야
FK 리에파야(라트비아어: FK Liepāja)는 라트비아 리에파야를 연고로 하는 축구 클럽이다. 2014년 3월 FK 리에파야스 메탈루르크스 출신 선수들을 중심으로 창단되었다. 현재는 비르스리가에 참가하고 있다.

## 성적
- 비르스리가 1회 우승 (2015)

## 선수 명단

### 현역
참고: FIFA 자격 규정에 따라 소속된 국가대표팀 국기를 표시합니다. 선수는 복수의 FIFA 비회원국 국적을 가지고 있을 수 있습니다.
| 번호 | 포지션 | 국적 | 이름 |
| ---- | ------ | ---- | ---- |
| 10   | MF     |      | 도도 |

| 번호 | 포지션 | 국적       | 이름          |
| ---- | ------ | ---------- | ------------- |
| 72   | DF     | 몬테네그로 | 안토 바비치   |
| 86   | FW     | 크로아티아 | 니코 돔자니치 |